# Mangrovispora irregularis
Mangrovispora irregularis är en svampart som beskrevs av Yanna, W.H. Ho & K.D. Hyde 2004. Mangrovispora irregularis ingår i släktet Mangrovispora, ordningen Phyllachorales, klassen Sordariomycetes, divisionen sporsäcksvampar och riket svampar.   Inga underarter finns listade i Catalogue of Life.